# Tervgazdálkodás
A tervgazdálkodás egy olyan gazdasági rendszer, ahol nem a piac, hanem az állam vagy a kormány irányítja a gazdaságot. Az ilyen gazdaságokban a gazdaság összes szektorát az állam vagy a kormány szabályozza (gazdasági tervezés révén), dönt minden termelőeszköz használatáról és a bevételek elosztásáról, a kommunista államrendszerhez hasonló módon. A tervezők döntik el, mit, illetve mennyit kell termelni és utasítják a vállalkozásokat, hogy azokat a javakat termeljék.
A szocialista gazdasági rendszer jellemzője volt, amelyben a gazdaság következő időszaki teljesítményét részletes ágazati tervekre bontották.
A mechanizmus alapelképzelése Marx A tőke című munkája alapján a szabadpiac működésének problémáira próbál megoldást ajánlani. Az elmélet szerint a szabadpiac önszabályozása kiszámíthatatlan árakhoz és különböző időállandójú válságciklusokhoz vezet. A tervgazdaság megoldása az igények és a termelőkapacitások központi felmérése, valamint a felmérések alapján a megrendelések és az árak központi meghatározása.
A gyakorlatban problémát okozott a felmérések pontos elvégzése, illetve a termelési ciklus közben jelentkező változások követése.
A tervgazdaság előképe a lenini hadikommunizmus volt. Az egykori KGST országokban ez volt az elsődleges gazdaságirányítási rendszer, bár minden országban hagytak többet-kevesebbet a szabadpiaci gazdaságnak is. A szabadpiac lehetőségeinek kihasználására történő kísérlet volt például a lenini NEP vagy a kádári új gazdasági mechanizmus.
A tervgazdálkodás, a tervutasításos gazdaságirányítás általában hiánygazdaságot eredményezett; mindig létezett egy állandó, enyhe hiány az árukészletben, ami folyamatosan infláció-növelő hatást gyakorolt.